# 紐黑文 (東薩塞克斯郡)
紐黑文（英語：Newhaven）是英國東薩塞克斯郡的一個鎮。位於烏茲河河口、英吉利海峽沿岸。有來往法國的渡輪出行。

## 歷史
在不列顛青銅時代曾有一座堡壘，原址在今城堡丘（Castle Hill），在公元480年，盎格魯-撒克遜人在紐黑文所在地建起了一座村莊，並稱之為“Meeching”（亦作“Myching”或“Mitching”）。
16世紀中期因為河口淤塞引發洪水，因而人們開闢了新的河道。但是隨著泥沙堆積，烏茲河河口向東偏移。根據1790年烏茲河法案，新建了防浪堤來阻擋沿岸漂沙。隨著河流的穩固，現代紐黑文開始形成。後來防浪堤又在1890年另建，并沿用至今。

## 外部連結
- 中的“紐黑文 (東薩塞克斯郡)”
- Newhaven Chamber of Commerce （页面存档备份，存于）
- Newhaven Town Website, Swing Bridge times, tides, trains, weather, business directory etc （页面存档备份，存于）
- Our Newhaven website; a volunteer run, community driven, 'living history' project （页面存档备份，存于）